# 山梨县立美术馆
山梨县立美术馆（英語：Yamanashi Prefectural Art Museum）是一个位于日本山梨县甲府市的美术馆，现任馆长是青柳正规。

## 历史
1978年11月3日建成，由日本建筑师前川国男担任设计，上智大学教授千澤泽桢治担任初代馆长。主要收藏日本画家萩原英雄和深泽幸雄的画作。